# Sipira
Sipira is een bestuurslaag in het regentschap Samosir van de provincie Noord-Sumatra, Indonesië. Sipira telt 1358 inwoners (volkstelling 2010).